# 京元线龙山-城北运行系统
大韓民國首都圈電鐵京元线龙山-城北运行系统是1978年12月9日到2005年12月15日之間存在的運行系統。

## 歷史

### 京元线南段电气化之后
從京元线南段的首都圈電鐵於1978年12月9日開始營業時，是首都圈电铁1号线的一部分，全长18.2公里。通常从龙山到城北，在這段時間，最大運行區間可從龙山站到達仓洞站，同时也存在龙山-清凉里的运营模式。

### 废止
首都圈电铁中央线在2005年12月15日开通，京元线龙山-城北运行系统废止。

## 名称争议
由于京元线北段的首都圈电铁已经属于首都圈电铁1号线的一部分，且名称为京元电铁线，故南段的名称只能是京元线龙山-城北运行系统。直到首都圈电铁中央线通车后，才彻底解决了这一路段的命名问题。

## 影響
由於路線不斷重組，使鐵路路線圖的繪製出現混亂。在路線廢止初期，有時在不同的車站得到的路線圖都會略有不同。就此，各方決定把路線所使用的顏色統一，成為了今日的色樣。

## 參看
- 韓國首都圈電鐵
- 首都圈電鐵1號線
- 首都圈電鐵中央線
- 安山-京釜线直结路线
- 京元线